# Joseph T. Dickman

Dickman als Oberst

Joseph Theodore Dickman (* 6. Oktober 1857 in Dayton, Ohio; † 23. Oktober 1927 in Washington, D.C.) war ein US-amerikanischer Offizier der United States Army, zuletzt Major General, der seinem Land in fünf Kriegen diente und erster Kommandeur der amerikanischen Besatzungstruppen in Deutschland nach dem Ersten Weltkrieg war.

## Leben
Dickman wurde als ältester Sohn einer deutschstämmigen Familie geboren. Während des Bürgerkrieges diente sein Vater in der Nordstaatenarmee, später als Sheriff im Auglaize County von Ohio. 1874 schloss Dickman seine Schulausbildung an der Wapakoneta Public High School ab und arbeitete anschließend für ein Jahr als Lehrer in einer Dorfschule, bevor er sich für die Aufnahme an die Militärakademie West Point bewarb. Nach einem Verstoß gegen die strengen Regularien wurde er nach kurzer Zeit von der Akademie verwiesen und arbeitete erneut als Lehrer, bevor er 1877 wieder in West Point aufgenommen wurde. Er graduierte 1881 und wurde als 2nd Lieutenant dem 3rd Cavalry Regiment zugeteilt. Schon nach kurzer Dienstzeit in Fort Sanders, Wyoming, wurde er an die Infanterie- und Kavallerieschule in Fort Leavenworth abkommandiert und schloss den dortigen Kurs 1883 ab. Anschließend diente er in Arizona und Texas und war beteiligt an der Jagd auf den Apachenhäuptling Geronimo. Bis 1894 war er danach in Kansas und dem westlichen Texas im Einsatz und an Kampagnen am Grenzfluss Rio Grande gegen mexikanische Eindringlinge beteiligt. 1894 wurde er beim Pullman-Streik in Chicago eingesetzt. Anschließend wurde er ins Fort Ethan Allen, Vermont, versetzt, wo er ein Jahr verbrachte. Von 1895 bis 1898 diente er als Ausbilder an der Infanterie- und Kavallerieschule in Fort Leavenworth.
Nach dem Ausbruch des Krieges gegen Spanien im Frühjahr 1898 kehrte er zu seinem Regiment zurück, das bald nach Tampa, Florida, verlegt wurde. Hier wurde ihm von General Joseph Wheeler ein Adjutantenposten in der von diesem geführten Kavalleriedivision angeboten, die dann auf Kuba zum Einsatz kam. Hier wurde Dickman nach dem Abschluss der Hauptkampagne gegen Santiago im Juli zum Captain befördert und diente später auch bei den Besatzungstruppen. Im August 1899 wurde er in die USA zurückgerufen und als Lieutenant Colonel der Freiwilligen mit den 26th Volunteers auf die Philippinen verschifft. Unter dem Befehl von General Robert P. Hughes diente er hier im Philippinisch-Amerikanischen Krieg bis Juli 1900 auf der Insel Panay. Er wurde zu diesem Zeitpunkt von den Philippinen abberufen, um unter Adna Chaffee gegen die Aufständischen im Boxeraufstand in China vorzugehen. Er diente nach der Einnahme von Peking als Stabschef General Chaffees, bis ihn Ende des Jahres General Hughes wieder auf die Philippinen zurückholte. Hier diente er in Manila in Stabsverwendung bis zur Rückkehr der 26th Volunteers in die USA im Frühjahr 1901, wo er in seinen Rang eines Captain zurückgestuft wurde.
Dickman kehrte auf seinen Lehrposten in Fort Leavenworth zurück und wurde 1903 in den neugebildeten Generalstab der U.S. Army aufgenommen, für den er unter anderem die Feldregularien von 1905 verfasste. Von 1906 bis 1908 befehligte er als Major im 13th Cavalry Regiment das Fort Myer in Virginia, bevor er 1909 für eine zweite tour of duty auf die Philippinen zurückkehrte. Hier diente er als Inspekteur der Kavallerie bis 1911. Zurück in den USA wurde er Generalinspekteur der Central Division mit Hauptquartier in Chicago und diente 1912 als Lieutenant Colonel in Fort Robinson, Nebraska. Von September 1912 bis Mai 1914 war er Mitglied des Cavalry Board und besuchte in dieser Zeit die europäischen Staaten. Er wurde danach dem 2nd Cavalry Regiment zugeteilt und befehligte dieses Regiment als Colonel im Fort Ethan Allen von Februar 1915 bis August 1917. Im Mai 1917 wurde er zum Brigadier General der regulären Armee und im August 1917 zum Major General der National Army befördert. Er wurde zum Kommandanten von Camp Custer, Michigan, ernannt, bevor er im November nach Camp Greene, North Carolina, versetzt wurde, um die neuaufgestellte 3rd Infantry Division nach Europa zu führen.
Dickmans Division kam ab Juni 1918 an der Marne-Front bei Château-Thierry zum Einsatz. Seine Antwort „nous resterons la“ (deutsch: „wir werden dort bleiben“) an einen über die Lage besorgten französischen Korpsbefehlshaber während der Zweiten Schlacht an der Marne wurde zum Motto der 3. Division. Nach dem Ende der Schlacht wurde Dickman am 18. August zum Kommandanten des IV. Korps der AEF ernannt, das er im September in der Schlacht von St. Mihiel führte. Vom 13. Oktober bis zum Ende des Krieges führte er das I. Korps in der Maas-Argonnen-Offensive.
Nach dem Waffenstillstand vom 11. November erhielt Dickman den Befehl über die amerikanische Third Army, die er bei der Besetzung des Rheinlandes führte. Im April 1919 übergab er den Posten an Hunter Liggett und diente noch zwei Monate in Europa als Vorsitzender einer Kommission, deren Arbeit die Grundlage für die Nachkriegsorganisation des Heeres bildete, bevor er in die USA zurückkehrte. Hier befehligte er das Southern Department mit Sitz im Fort Sam Houston, Texas, im regulären Rang eines Major General bis zu seinem Ausscheiden aus dem aktiven Dienst bei Erreichen der gesetzlichen Altersgrenze von 64 Jahren im Oktober 1921. Im Ruhestand war Dickman bis Anfang 1923 Mitglied des Army Elimination Board. Im selben Jahr erhielt er eine Ehrendoktorwürde von der University of Dayton und sprach sich bei seiner Dankesrede wie auch in späteren Schriften gegen jede Beteiligung der USA an europäischen Verwicklungen sowie am Völkerbund aus. Er erlag 1927 im Alter von 70 Jahren einem Herzinfarkt und fand seine letzte Ruhe auf dem Nationalfriedhof Arlington.

## Namensgeber
Das große amphibische Angriffsschiff USS Joseph T. Dickman (APA-13) der U.S. Navy, das bei mehreren Landungsoperationen des Zweiten Weltkriegs zum Einsatz kam, wurde nach Joseph Dickman benannt.